# قائمة جهات رقابية مصرية

## القائمة
| الجهة                                              | الجهة التابعة لها               | الموقع الإلكتروني         | الدور       |
| جهات رقابية                                        | جهات رقابية                     | جهات رقابية               | جهات رقابية |
| -------------------------------------------------- | ------------------------------- | ------------------------- | ----------- |
| البنك المركزي المصري:م2                            | رئيس الجمهورية                  | http://www.cbe.org.eg     |             |
| الهيئة العامة للرقابة المالية:م1                   | الوزير المختص بشؤون الاستثمار   | http://www.fra.gov.eg     |             |
| هيئة الرقابة الإدارية:م1                           | رئيس الجمهورية                  | http://www.aca.gov.eg     |             |
| الهيئة العامة للاعتماد والرقابة الصحية:م26         | رئيس الجمهورية                  |                           |             |
| هيئة الرقابة النووية والإشعاعية.:ب2، م11           | رئيس مجلس الوزراء               |                           |             |
| الجهاز المركزي للمحاسبات:م1                        | رئيس الجمهورية                  | http://www.asa.gov.eg     |             |
| الهيئة العامة للخدمات البيطرية                     | وزارة الزراعة                   | http://www.govs.gov.eg    |             |
| الهيئة المصرية العامة لحماية الشواطئ               | وزارة الري                      | https://www.mwri.gov.eg   |             |
| جهاز حماية وتنمية البحيرات والثروة السمكية.:ب2، م2 | رئيس مجلس الوزراء               | https://www.lfrpda.org    |             |
| الهيئة العامة للرقابة على الصادرات والواردات       | وزارة الصناعة                   | http://www.goeic.gov.eg   |             |
| مصلحة الرقابة الصناعية                             | وزارة الصناعة                   | http://www.ica.gov.eg     |             |
| مصلحة دمغ المصوغات والموازين                       | التموين والتجارة الداخلية       |                           |             |
| هيئة الدواء المصرية.                               | رئيس مجلس الوزراء               |                           |             |
| الهيئة القومية لسلامة الغذاء                       | رئيس الجمهورية                  | http://www.nfsa.gov.eg    |             |
| جهاز الرقابة على الصحف والمطبوعات                  |                                 |                           |             |
| جهاز الرقابة على المصنفات الفنية                   | وزارة الثقافة                   |                           |             |
| جهاز حماية المنافسة                                |                                 | http://www.eca.org.eg     |             |
| جهاز حماية المستهلك                                | وزارة التموين والتجارة الداخلية | https://www.cpa.gov.eg    |             |
| جهاز مكافحة الدعم والإغراق والوقاية                |                                 |                           |             |
| جهاز شئون البيئة                                   | وزارة البيئة                    |                           |             |
| جهات تنظيمية                                       |                                 |                           |             |
| جهاز تنظيم أنشطة سوق الغاز                         | وزارة البترول                   | https://www.gasreg.org.eg |             |
| جهاز تنظيم مرفق الكهرباء                           | وزارة الكهرباء                  | http://egyptera.org       |             |
| جهاز تنظيم مياه الشرب والصرف الصحي                 | وزارة الإسكان والمرافق          |                           |             |
| الجهاز القومي لتنظيم الاتصالات                     | وزارة الاتصالات                 | http://www.tra.gov.eg     |             |
| جهاز تنظيم النقل البري الداخلي والدولي             | وزارة النقل والمواصلات          |                           |             |
| جهاز تنظيم إدارة المخلفات                          | وزارة البيئة                    | http://www.wmra.gov.eg/   |             |
| المجلس الأعلى لتنظيم الإعلام                       | وزارة الإعلام                   | https://scm.gov.eg/       |             |